# Damon diadema
Damon diadema är en spindeldjursart som först beskrevs av Simon 1876.  Damon diadema ingår i släktet Damon och familjen Phrynichidae.

## Underarter
Arten delas in i följande underarter:
- D. d. diadema
- D. d. robustus